# Clavofabellina markowskii
Clavofabellina markowskii (лат.) — вид вымерших ракообразных из семейства Clavofabellinidae класса ракушковых, живших во времена девонского периода.

## История изучения
Вид был описан Рождественской по ископаемым остаткам из девонских отложений в 1972 году. Вместе с Clavofabellina markowskii Рождественская описала Clavofabellina zaninae.

## Описание
Как и все представители рода Clavofabellina, Clavofabellina markowskii были мелкими малоподвижными бентосными ракообразными, жившими на поверхности грунта.